# Moscato d'Amburgo
Il Moscato d'Amburgo è un vitigno a bacca nera, adatto sia per la vinificazione che come uva da tavola.
Resistente alla peronospora in misura superiore alle altre specie (Italia, Malvasia, ecc.) ha grande vigoria e presenta grappoli di color nero opaco dal chicco medio piccolo.
I suoi tralci si spezzano nettamente al nodo quasi come se fossero predisposti e sono di un bel colore marrone rossiccio.
Il vino che ne viene tratto è ricco di tannini, senza retrogusto amaro, dal colore rosso rubino carico.